# 全日本女子相撲選手権大会
全日本女子相撲選手権大会（ぜんにほんじょしすもうせんしゅけんたいかい）は、女子相撲の全国大会である。日本相撲連盟と日本女子相撲連盟が主催する。階級は、当初、軽量級 （50kg未満）・中量級 （65kg未満）・重量級（65kg以上）・無差別級の4階級であったが、2014年より国際大会の階級分けに合わせて、超軽量級 （50kg未満）・軽量級 （65kg未満）・中量級（80kg未満）・重量級（80kg以上）のように変更した（無差別級は変更無し）。基本的にはトーナメント方式で争うが、参加人数により総当たり方式で行われる。また、各チーム３人制による団体戦も行われている。
1997年に「全日本新相撲選手権大会」として大阪市のツイン21で開催。2001年からは堺市大浜公園相撲場で開催。2007年の第12回に大会名が「全日本女子相撲選手権大会」と変更され、翌年の第13回より持ち回り開催となる。2010年の第15回大会（堺市大浜公園）で、初めて高校生が優勝した（無差別級）。